# Ralph Corbie
Ralph Corbie SJ (* 25. März 1598 in Maynooth, Königreich Irland; † 7. September 1644 in Tyburn), auch Ralph Corbington oder Ralph Corby, war ein irischer Jesuit.
Corbie trat 1631 in den Jesuitenorden ein. 1632 ging er freiwillig in die englische Mission, in welcher er zwölf Jahre arbeitete, bevor er im Newgate-Gefängnis zusammen mit John Duckett inhaftiert wurde. Als Märtyrer starb er am 7. September 1644 auf dem Richtplatz von Tyburn. 1929 wurde er seliggesprochen.

## Namenstag
- 7. September (Todestag des Seligen)

## Einzelnachweis
1. ↑  Eintrag bei heiligenlexikon.de. Website des Ökumenischen Heiligenlexikons. Abgerufen am 7. September 2011.

| Personendaten    | Personendaten                   |
| ---------------- | ------------------------------- |
| NAME             | Corbie, Ralph                   |
| ALTERNATIVNAMEN  | Corbington, Ralph; Corby, Ralph |
| KURZBESCHREIBUNG | irischer Jesuit                 |
| GEBURTSDATUM     | 25. März 1598                   |
| GEBURTSORT       | Maynooth, Königreich Irland     |
| STERBEDATUM      | 7. September 1644               |
| STERBEORT        | Tyburn                          |